# Quasipirhidius besucheti
Quasipirhidius besucheti is een keversoort uit de familie waaierkevers (Rhipiphoridae). De wetenschappelijke naam van de soort is voor het eerst geldig gepubliceerd in 1992 door Zaragoza.